# Kamenice (Elbe)
Die Kamenice (deutsch Kamnitz) ist ein rechter Nebenfluss der Elbe in Nordböhmen in Tschechien. Sie entspringt in 595 m.n.m. im Lausitzer Gebirge in Böhmen am Bergrücken des Stožec (Schöber, 665 m) südlich des Bahnhofs Jedlová. Größter Nebenfluss ist die Chřibská Kamenice (Kreibitzbach). In Hřensko (Herrnskretschen) an der tschechisch-deutschen Grenze mündet sie in die Elbe. Der Name ist auf das slawische Adjektiv kamenný (deutsch: steinig) zurückzuführen und bedeutet so viel wie Fluss mit steinigem Bett. Schon früher war die Kamenice für ihren Reichtum an Fischen, vor allem Lachs, bekannt. Die Wasserkraft wurde für den Antrieb von Mühlen, Papiermühlen und Sägewerken verwendet, es wurden Bleichplätze betrieben und Holz geflößt.

## Verlauf

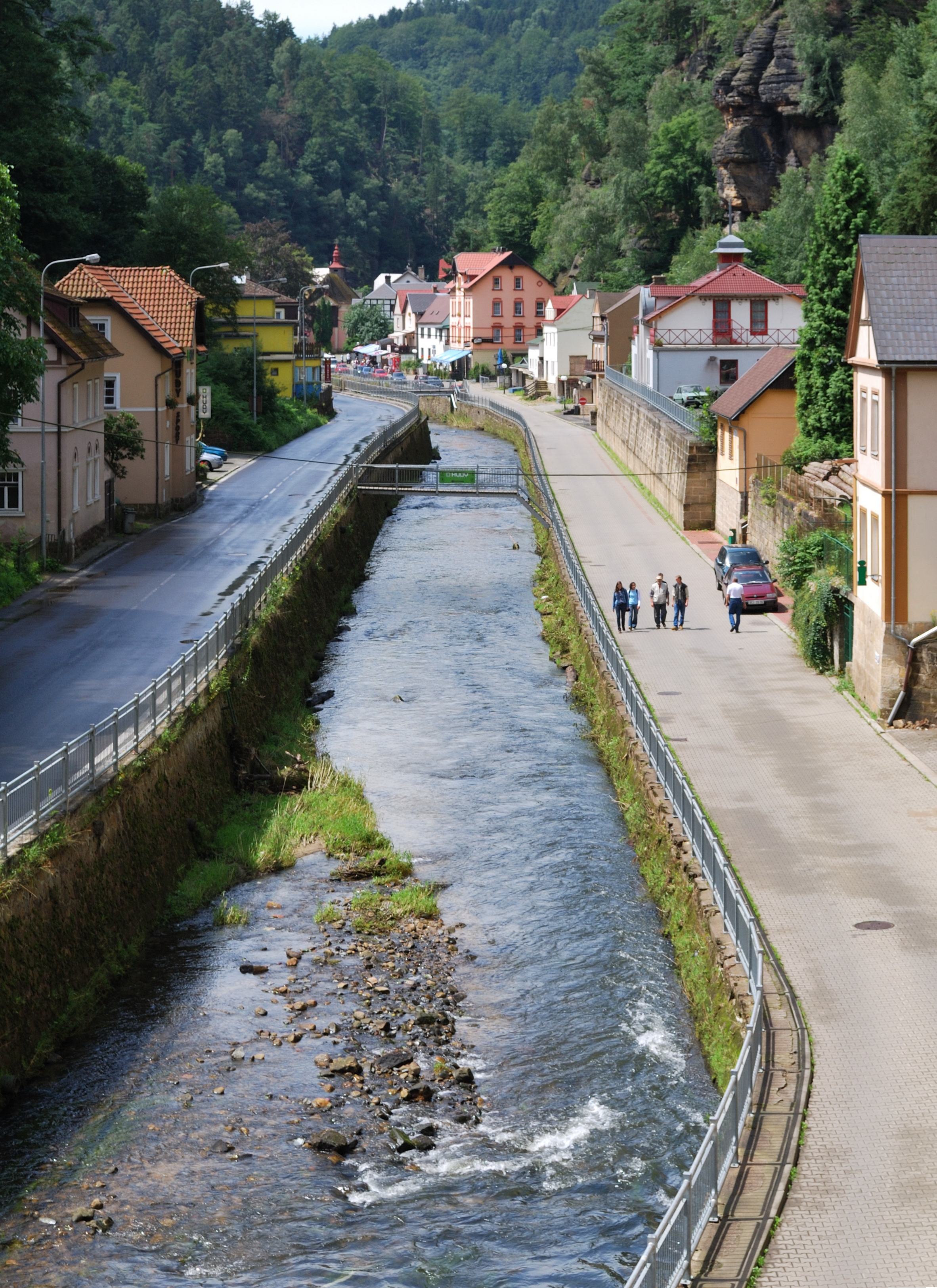
Die Kamenice in Hřensko, kurz vor ihrer Mündung in die Elbe

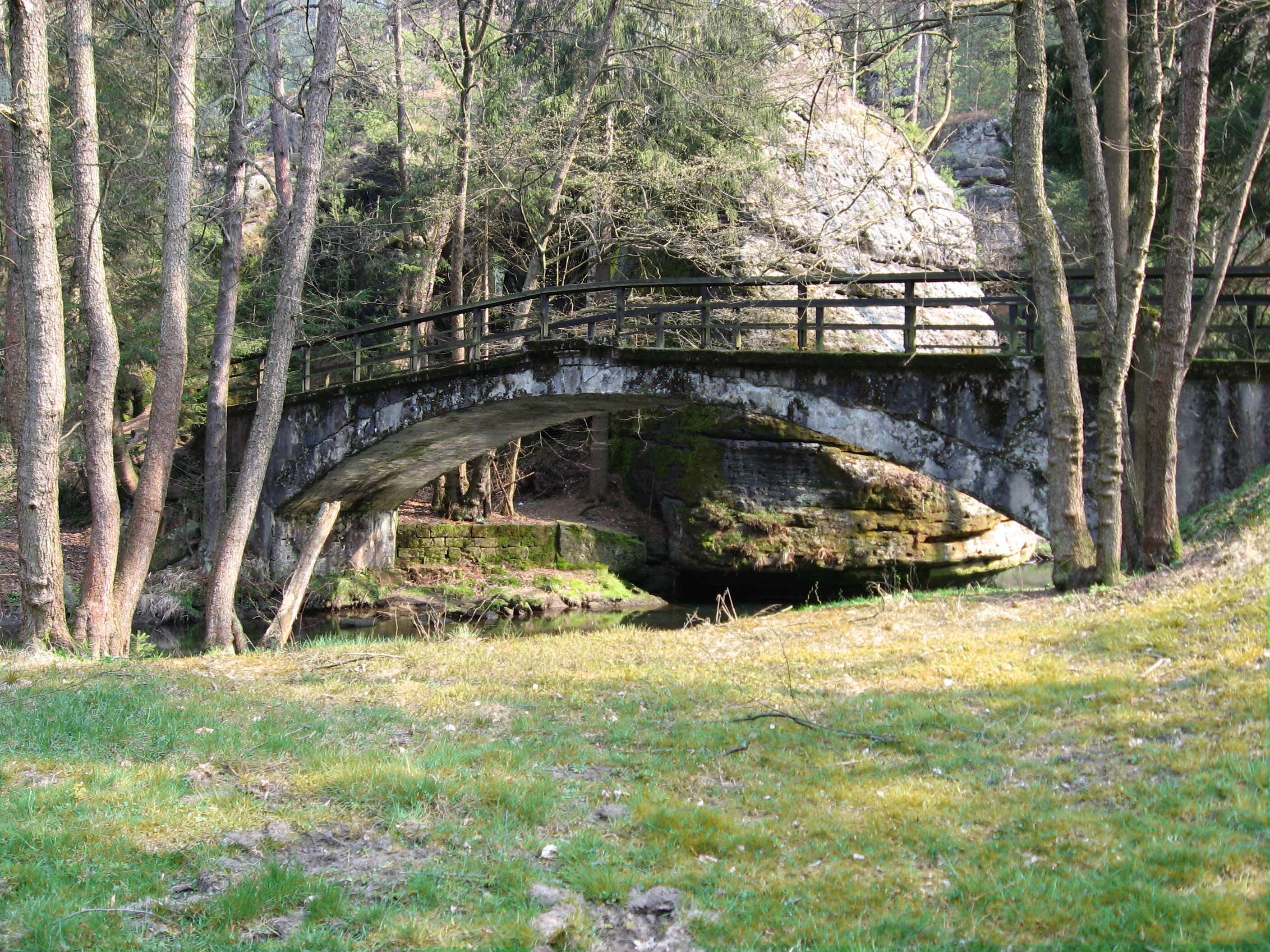
Stahlbetonbrücke über die Kamenice

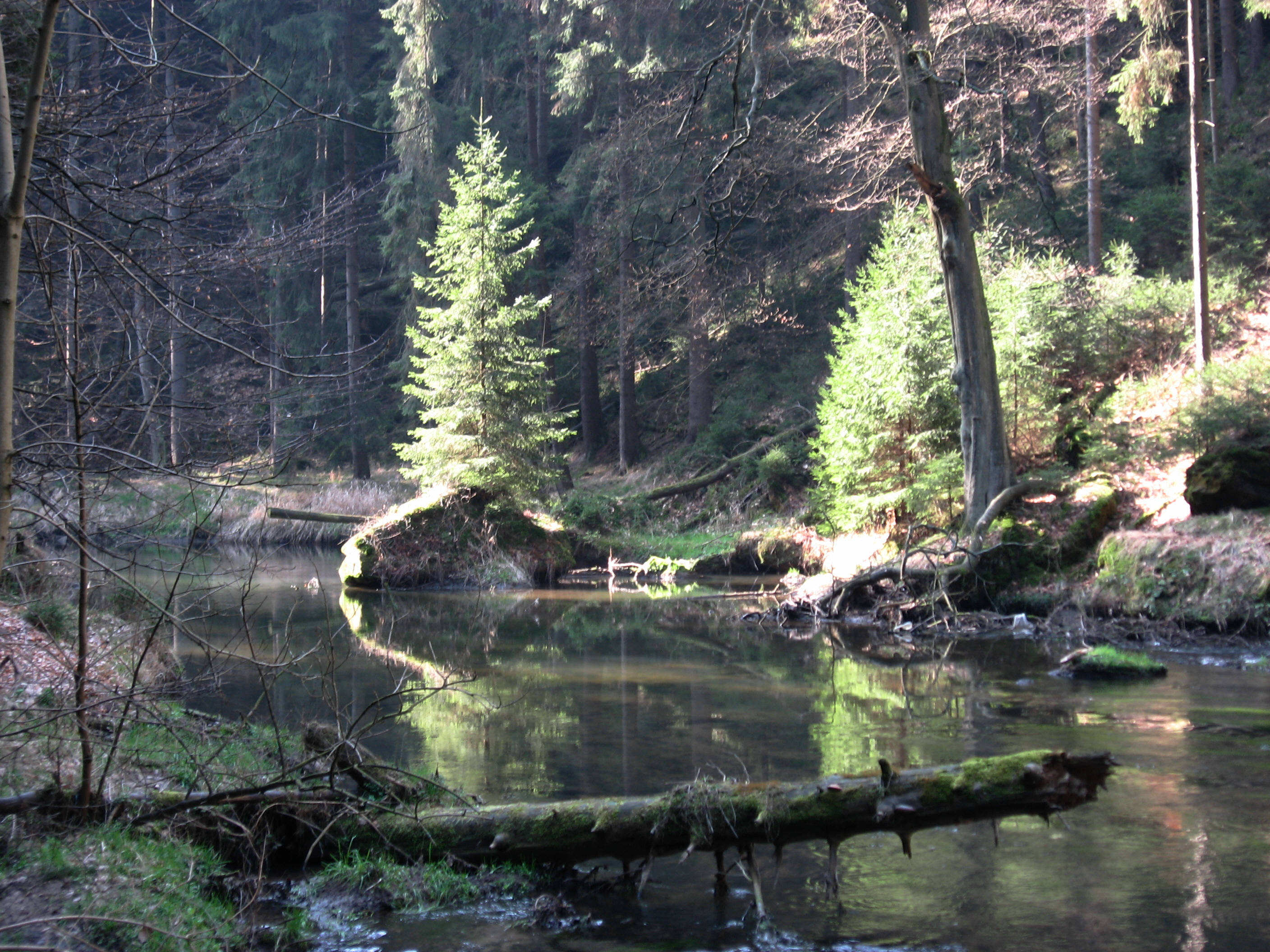
Die Kamenice unterhalb der Grundmühle (Dolský mlýn)

Die Kamenice fließt in den Teich Hranični rybník (Waldsteinsteich), den sie in Richtung Kytlice wieder verlässt. Gleich nach dem Dorf Srbská Kamenice (Windisch-Kamnitz) vereinigt sie sich mit der Chřibská Kamenice und tritt in die Sandsteinfelsen der Böhmischen Schweiz ein. Die engen und tiefen Felsschluchten werden als Kamnitzklammen bezeichnet. Die Ferdinandsklamm (Ferdinandová soutěska) ist die erste; bis 1945 waren darin Bootsfahrten möglich. Am Ende dieser Klamm, vor dem Zufluss der Jetřichovická Bělá, wird sie von der ältesten Stahlbetonbrücke Böhmens überspannt und erreicht die Ruinen der Grundmühle (Dolský Mlyn), einer einst beliebten Ausflugsgaststätte. Es folgt die Wilde Klamm (Divoká soutěska), der sich bei Mezná die Edmundsklamm (Edmundova soutěska, nach 1945 auch Tichá soutěska) anschließt. In diesen beiden Kamnitzklammen wird der Fluss angestaut, und es sind Bootsfahrten möglich. Früher dienten diese Staubecken, wie auch die an der Kirnitzsch, als Wasserspeicher für die Holzflößerei.
Das absolute Gefälle auf dem 37,5 Kilometer langen Weg bis zur Elbe beträgt 13,41 Promille. Die Kamnitz durchfließt auf dem Weg dahin nach Westen die Stadt Česká Kamenice (Böhmisch Kamnitz). Nebenflüsse der Kamnitz sind der Lísecký potok, der Pryskský potok, die Chřibská Kamenice, die Jetřichovická Bělá und die Dlouhá Bělá.